# VTM 2

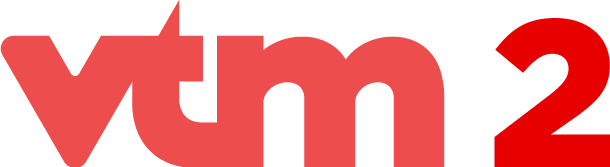
Voormalig logo van de zender

VTM 2 is een Belgische commerciële televisiezender die op 31 augustus 2020 van start ging en te ontvangen is via alle Vlaamse digitaletelevisiedistributeurs. De zender focust zich op reality-tv. VTM 2 kwam in de plaats van de opgedoekte zender Q2.
De vaste trailerstemmen van VTM 2 zijn Joris Hessels en Annelies Orye.

## Geschiedenis en ontstaan
Begin 2020 werd al aangekondigd dat er een tweede zender zou komen met de naam VTM2, maar een datum was nog niet bekendgemaakt. Op 10 augustus 2020 meldde DPG Media dat Q2, Vitaya en CAZ vanaf 31 augustus 2020 werden vervangen door respectievelijk VTM 2, VTM 3 en VTM 4. VTM 2 profileert zich als realityzender, met lokale en internationale programma's.
Enkele televisieprogramma's die voorheen op Vitaya te zien waren, zijn nu verder te zien op VTM 2. De zender richt zich ook met Neighbours, Sturm der Liebe en Home and Away op soapseries.
Drie avonden per week brengt de zender lokale programma’s.

## Programma's

### Eigen producties
De programmering van VTM 2 is voorzien van eigen Vlaamse producties:
- Free Love Paradise (2020)
- Ik vertrek uit Vlaanderen (2020)
- Jonge wolven (2020)
- Lady Truckers[3] (2020-heden)
- Latem Leven (2020)
- UEFA Champions League (omkadering rond de uitzending)
- Vanity Plates[4] (2020)
- Club Flo Doc (2020)
- Club Flo (2020)
- Costa Belgica (2021)
- Uit de kleren (2021)
- Missie Callcenter (2021)
- Blijven slapen (2021)
- De Vuilste Jobs van Vlaanderen (2021-heden)
- Waar voor je geld? (2021)
- Regi Academy (2021)
- Mattnworld (2021)
- Villa Zuid-Afrika (2021)

### Andere programma's
De programmering van VTM 2 is ook voorzien van aangekochte buitenlandse programma's:
- Achter gesloten deuren
- A Place in the Sun: Summer Sun
- Blind getrouwd: Australië
- Dinner Date
- Home and Away
- House Rules
- I Found the Gown
- Ik vertrek
- MasterChef (Australië)
- Meat the Family
- Mystery Diagnosis
- Steenrijk, straatarm
- Sturm der Liebe
- US Kitchen Nightmares
- Neighbours

## Tijdlijn
Geschiedenis van de Vlaamse televisie